# 佩奇卡
佩奇卡是羅馬尼亞的城鎮，位於該國西部，距離首府阿拉德20公里，由阿拉德縣負責管轄，面積237.17平方公里，海拔高度103米，主要經濟活動是業，2007年人口13,524。

## 外部連結
- Official Portal of Pecica - Overview, including history
- Pecica Historical Data at Arad County Council （页面存档备份，存于） （罗马尼亚文）
- Pecica Tourism and Historical Data at Arad County Council （页面存档备份，存于） （罗马尼亚文）